# Voiture FS type 1921
Les voitures de type 1921 (en italien : carrozze Tipo 1921) de l'opérateur ferroviaire italien Ferrovie dello Stato Italiane (FS) font partie d'une série de voitures construites dans les années 1920-1930 pour des services express et internationaux. Il s'agit du premier modèle unifié de voitures métalliques pour trains rapides en Italie.

## Histoire

### Genèse
Au lendemain de la Première Guerre mondiale, le parc de voitures à voyageurs des Ferrovie dello Stato (FS) est composé de voitures en bois à châssis métallique. Nombre d'entre-elles sont des véhicules à portières latérales, dotés de bogies et d'intercirculation pour celles employées sur les express, mais il existe aussi des voitures à couloir latéral et portes aux extrémités circulant sur les grands axes ainsi qu'en direction de la Suisse et de la France. Cette dernière catégorie comprend du matériel hérité des anciennes compagnies ainsi que des véhicules mis au point par les FS à partir de 1906. La fragilité des caisses en bois en cas de déraillement ou d'incendie, connue de longue date, est aggravée par l'augmentation des vitesses commerciales. Les ingénieurs des FS vont concevoir de nouveaux véhicules à la carrosserie entièrement métallique :
- des voitures pour trains directs et internationaux Tipo 1921 ;
- des voitures à portières latérales, surnommées Centoporte, pour les express et, plus tard, les omnibus (certaines Centoporte métalliques étant réalisées en réutilisant les châssis de voitures en bois).

### Mise au point
Dessinées en 1921, les premières voitures de nouvelle génération sont livrées de 1922 à 1923 ; il s'agit alors d'une série de voitures mixtes de première et deuxième classe qui seront fréquemment incorporées dans des trains composés de voitures plus anciennes. En 1924, alors qu'une seconde tranche de voitures identique est en cours de livraison, une commande est finalement passée pour trois autres modèles afin de disposer de voitures des trois classes. Plusieurs commandes ultérieures passées jusqu'en 1929, avec des livraisons s'étalant de 1927 à 1931, porteront l'effectif des voitures de cette famille à 1 557 exemplaires, sans compter les fourgons et voitures postales apparentées qui, à partir de 1927, permettront d'assembler des trains « tout-acier », plus résistants en cas de catastrophe mais plus lourds. Comme dans les autres pays à la même époque, l'apparition des voitures métalliques en Italie imposera la création de locomotives à vapeur plus puissantes. De nombreuses lignes italiennes seront également électrifiées au cours de cette période, solutionnant le problème du manque de puissance, en particulier sur les nombreuses lignes montagneuses, et accroissant la course à la vitesse.

### Évolutions

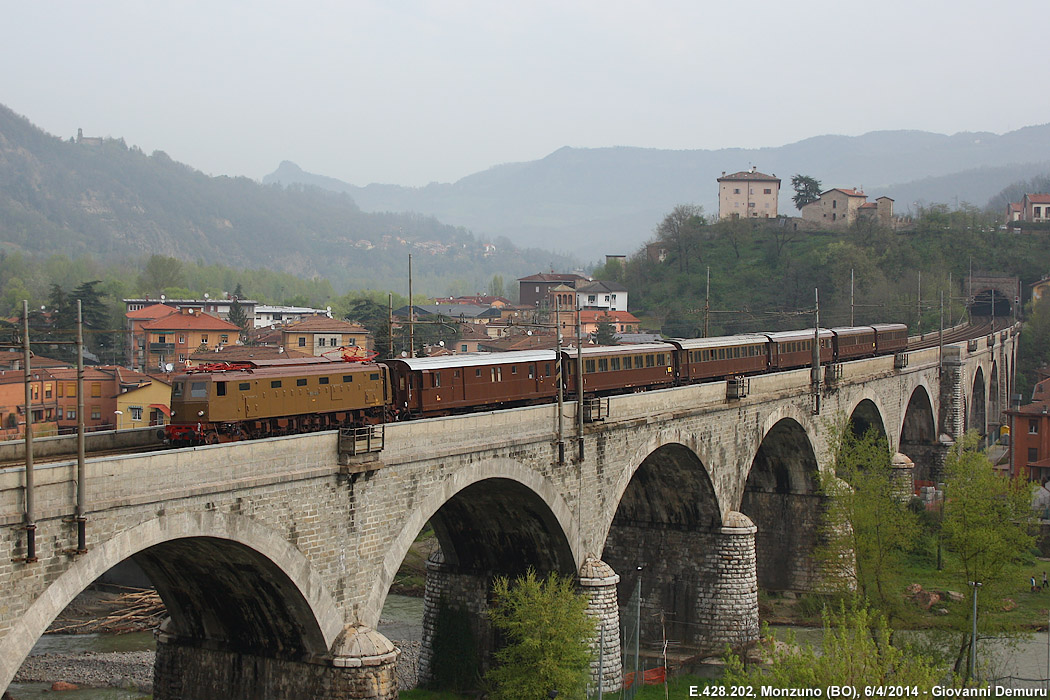
Train historique formé d'un fourgon, d'une Az type 1921, d'une Bz type 1931, d'une Cz type 1937 et de deux Centoporte.

À partir de 1931, les FS cessent la production de ces voitures métalliques de première génération au profit de nouvelles voitures (type 1931), plus longues, lesquelles seront à leur tour complétées par des véhicules allégés (types 1933/1937) bénéficiant des progrès de la technologie. Une série d'évolutions successives (soudure, intérieurs plus confortables, fenêtres, etc.) donnera par la suite naissance à des voitures plus avancées construites jusqu'aux années 1960 qui reprenaient néanmoins la conception générale du matériel des années 1960.
À partir de 1933, la taille des compartiments en troisième classe évolue favorablement sur les nouvelles voitures produites et les fenêtres ne sont plus aussi petites. À l'inverse, certains aménagements jugés trop complexes où coûteux comme les murs recouverts de faïence dans les toilettes ne sont pas reconduits sur ces nouvelles séries allégées.
La suppression de la troisième classe en 1956 entraîne le reclassement en première classe d'une part importante des voitures des anciennes première et deuxième classe. Cependant, d'autres sont aménagées en voitures mixtes voire totalement déclassées, surtout en fin de vie.

## Description

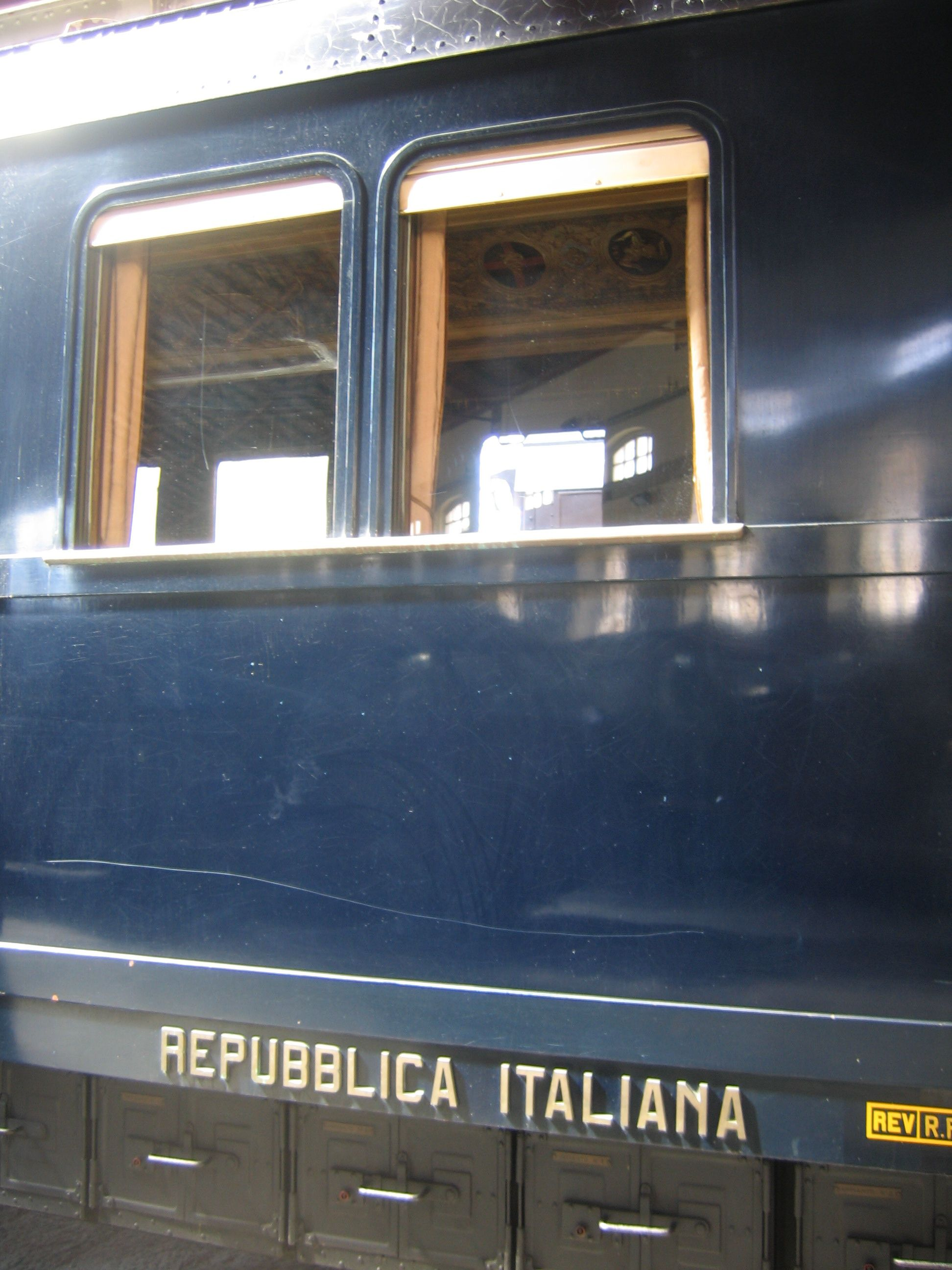
Fenêtres doubles (ici sur une voiture-salon royale datant de 1929).

Toutes les séries de voitures grandes lignes type 1921 partagent un châssis commun, pour une longueur hors-tampons de 21 054 mm. La hauteur et la largeur de caisse sont également les mêmes mais le poids varie selon les versions. La caisse métallique est rivetée et dotée de montants plus larges entre chaque compartiment se prolongeant par des renforts transversaux faisant partie de la toiture. Les parois d'about sont percées de fenêtres rectangulaires de part et d'autre de la porte d'intercirculation.
Comme sur le matériel plus ancien des FS et celui de plusieurs réseaux européens, les fenêtres sont des baies disposées par deux, chacune étant large de 700 mm ; le montant central améliore la solidité de l'ensemble et permet une grande surface vitrée de part et d'autre. Les voyageurs de troisième classe sont moins bien lotis du point de vue de la lumière naturelle et bénéficient d'une seule fenêtre de 700 mm tandis que la cloison donnant sur le couloir n'a pas de glaces de custode. Afin de simplifier les coûts de construction, il n'y a pas de distinction entre l'agencement des fenêtres côté couloir et côté compartiments, à l'exception des toilettes dont le verre opaque s'ornera dans les années 1930 d'un élégant motif de vitrail en forme de losange bleu ceinturant une petite fenêtre rectangulaire. L'éclairage est électrique avec des plafonniers à abat-jour en verre dans les compartiments des deux classes supérieures. À l'origine, la première classe est aménagée avec des fauteuils individuels de velours rouge, avec franges, têtières et plafond mouluré. La seconde classe emploie des banquettes rembourrées de teinte beige avec un seul accoudoir et repose tête par voyageur ; des sièges individuels verts à trois places de front contre quatre leur succéderont, préfigurant la première classe après 1956. La troisième classe utilise des planches pour l'assise des sièges et les porte-bagages avec des dossiers et accoudoirs en bois.
Un total de six versions a été produit de 1922 à 1931, :
- Les plus anciennes sont les ABz 50.100 (150 exemplaires datant de 1922-1923 et 120 autres de 1926). Ces voitures comportent trois compartiments de première classe longs de 2 070 mm avec six places assises chacun, quatre compartiments entiers de seconde classe (1 850 mm) et un demi-compartiment « coupé » ne comportant qu'une rangée de sièges, soit quatre places au-lieu de huit.
- Les Abz 50.500 sont a contrario le modèle commandé le plus tardivement (217 exemplaires ordonnés en 1929 et livrés pour 1931). Il n'y a pas de réelles différences entre les deux séries ; la disposition intérieure étant conforme à celles de 1922.
- Les Az 10.000 (100 exemplaires livrés en 1927-1928) sont aménagés avec sept compartiments de première classe. La longueur de la caisse permet de donner aux compartiments une longueur entre cloisons de 2 140 mm.
- Les Bz 20.000 ont fait l'objet de trois commandes successives et les dernières de ces 271 voitures sortent usine en 1932. Ce modèle est aménagé avec huit compartiments de huit places assises d'une longueur de 1 870 mm.
- Les Cz 30.000 sont les plus nombreuses avec un total de 703 produites, sans compter sept dont la commande fut modifiée pour réaliser à la place des voitures-salons de luxe. Le confort des voitures de troisième classe est lui spartiate avec dix compartiments larges de seulement 1 480 mm (23 cm de moins que le coupé de seconde classe des voitures mixtes. Les sièges sont des banquettes en bois avec dossier et accoudoir central.

Bien que parfois désignées Tipo 1926, il convient aussi de noter l'existence des 50 fourgons à bogies de la série 80.000, de longueur similaires aux voitures du type 1921, et de voitures postales légèrement plus courtes, apparues par après. De nombreux trains express utilisent alors de petits fourgons métalliques à deux essieux dotés d’intercirculation qui sont également omniprésents en trafic omnibus.
Sorties d'usine en livrée vert foncé, avec marquages de classe en chiffres romains peints sur les portières et sous les fenêtres jouxtant chaque WC, elles passent à partir de 1936 à la livrée "castano-isabella" avec le bas de caisse et la naissance du toit marron et la zone des fenêtres de couleur isabelle (beige foncé ou brun clair). Des marquages de classe en chiffres arabes sont apposés durant la guerre et, par la suite, certaines voitures reçoivent des chiffres en relief sur leurs flancs tandis que des bandes jaunes UIC délimitent la première classe. Une variante de livrée simplifiée, entièrement marron, est implémentée à partir de 1961 avant de faire place au gris ardoise (avec marquages de classe blancs) en 1964, qu'elles porteront jusqu'à leur envoi à la ferraille à l'exception de voitures transformées (type 1955R ou véhicules de service).
Leur construction semblerait avoir été confiée à plusieurs entreprises[réf. souhaitée] dont Breda.

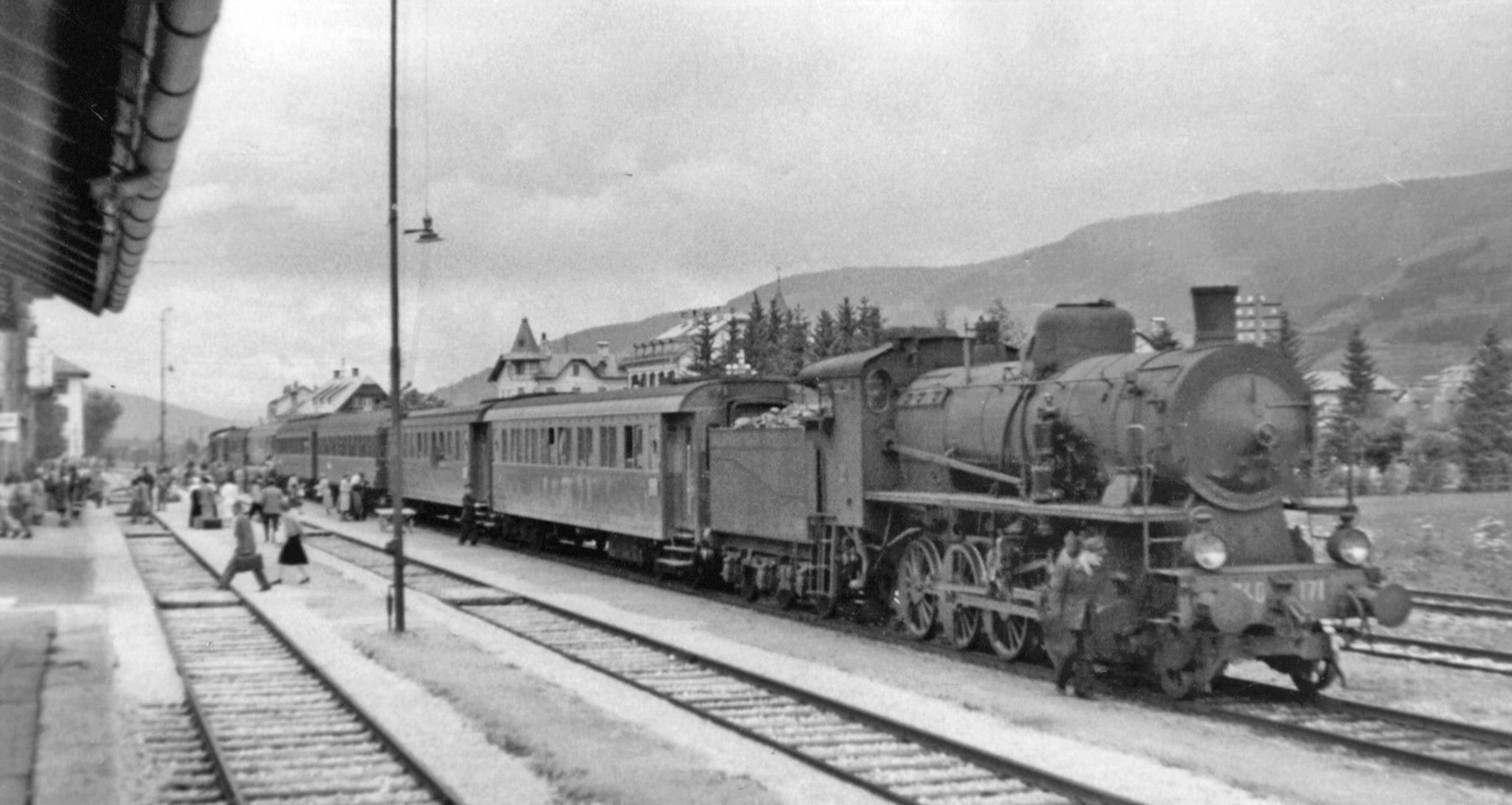
Deux voitures type 1921 (ABz et Cz) incorporées à un train de nuit en 1954.
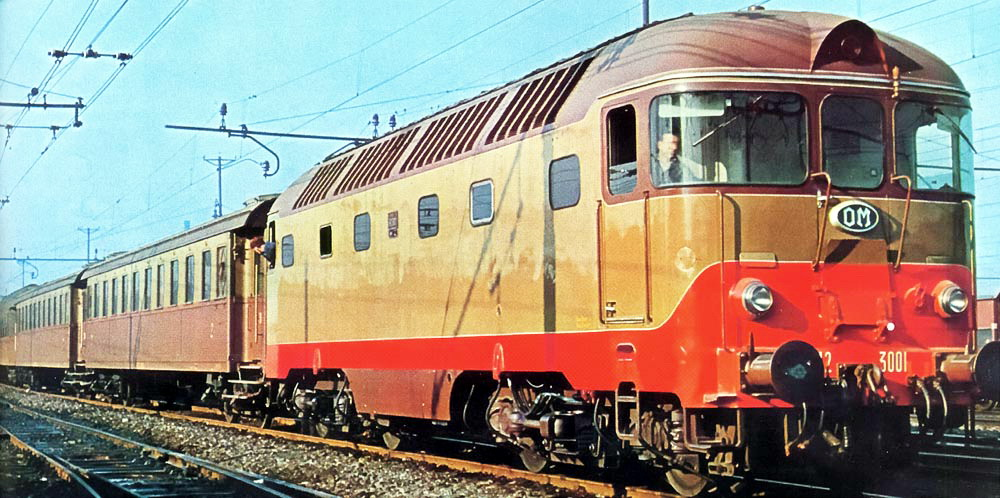
Deux Cz 30.000 vers 1960.
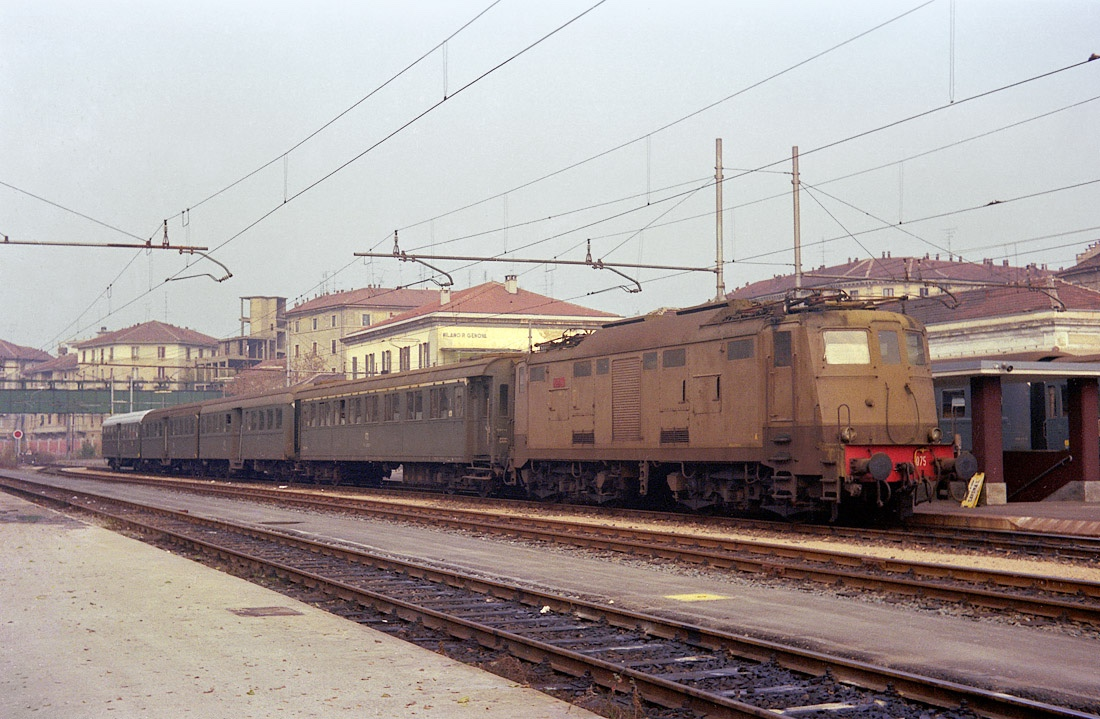
Une ancienne ABz surclassée en première classe à Milan en 1983 avec des voitures Corbellini.

## Fin de carrière et préservation
Au lendemain de la Seconde Guerre mondiale, le matériel roulant italien a été éparpillé dans toute l'Europe et plusieurs pays, notamment du bloc de l'Est, ne restitueront pas celles trouvées sur leur sol. On retrouve ainsi des voitures pour rapides de tous les types en Allemagne de l'Est, en Pologne, en Roumanie et en Yougoslavie, certaines ont été préservées au terme d'une longue carrière.
La suppression de la 3e classe en 1956 entraîne le reclassement de toutes les Bz 20.000 en Az de première classe et des Cz en Bz. Pour les autres séries (Az et ABz), une partie conserve la même répartition tandis que certains Az deviennent des ABz (par déclassement des deux compartiments adjacents à chaque toilette) ; les ABz 50.100 / .500 connaîtront des fortunes diverses : certaines devenant entièrement première classe et d'autres l'inverse.
Mal-aimées en raison de leur confort minimaliste au vu des standards d'après-guerre, les Cz 30.000 ex-troisième classe ainsi qu'une poignée de voitures des classes supérieures serviront de base pour plusieurs programmes de transformation-reconstruction donnant naissance à de nouvelles voitures, souvent de première classe (types 1955R et 1956R (it)), d'autres étant converties en fourgons à bagages, :
- 67 Cz 30.000, une Bz et deux ABz deviendront les Az du type 1955R, des voitures à huit compartiments dont l'aspect extérieur évoque le type 1955 ;
- 16 autres Cz (entre-temps devenues des Bz 30.000) sont transformées en Bz du type 1956R conservant les compartiments originels et, pour la voiture prototype, les dimensions des fenêtres ;
- en 1960, une ex-Bz 20.000 et une ex-ABz sont transformées en voitures bar-buffet avec trois compartiments de première classe, une salle à manger avec tables hautes, et une cuisine.

Le programme de conversion de davantage d'anciennes Cz en nouvelles voitures de deuxième classe n'ayant pas été poursuivi, nombre de ces voitures conservent leur aménagement d'origine jusqu'à leur radiation dans les années 70 ; il est alors décidé d'en convertir en fourgons à bagages en conservant la toiture, les parois d'about, la structure des longs-pans dotés de nouvelles ouvertures tandis que de nouveaux bogies sont installés. Désignés type 1978R, ces fourgons accompagneront le matériel moderne pour trains omnibus.
À leur mise à la retraite, des voitures de chaque variante ont également été transformées en matériel de service, statique ou mobile. Certaines de ces dernières sont encore utilisées tandis que les fourgons ont pour certains été retirés après l'an 2000.
En 1983, il reste encore 194 ex-ABz 50.100/500, 72 10.000, 48 20.000 et 84 ex Cz 30.000. Les dernières type 1921 non-transformées disparaissent peu après 1990.
Au total, 17 voitures type 1921 sont préservées statiques ou en état de marche par des associations indépendantes ainsi que la Fondazione FS qui fait circuler des trains historiques en traction vapeur, diesel ou électrique. Elle possède des ex-Az 10.000 et Bz 20.000 en livrée brune bicolore. En 2022, elle a fait l'acquisition d'une ABz 50.500 et de deux voitures type 1931 à restaurer. Baptisée « Vesuvio », une autre B8 a été reconstruite par la même fondation et aménagée en voiture-restaurant afin de compléter le Musée national ferroviaire de Pietrarsa, à Naples.

## Modélisme

Modèle réduit Roco à l'échelle H0 d'une Cz en livrée d'origine avec vitraux de toilette.

Plusieurs fabricants ont réalisé des modèles réduits de cette série emblématique dans les différentes livrées FS ainsi que des voitures récupérées par d'autres pays après la guerre.
Le fabricant autrichien Roco propose depuis 1986 une série de modèles à l'échelle H0 couvrant désormais l'ensemble des séries type 1921 tandis que la firme italienne Alpen Modell propose en kit en métal de voitures superdétaillées aux échelles H0 et N. Le fabricant italien ACME ne propose jusqu'ici que des voitures des séries plus récentes.[réf. souhaitée]
À l'échelle N, le fabricant italien Tibidabo réalise à partir de 1966 des véhicules inspirés des voitures italiennes des années 1930. Fine Scale München réalise des reproductions plus fidèles tout comme l'italien Scallaenne en partenariat avec la firme Shapeways qui commercialise des kits imprimés en 3D.
Les voitures type 1921 sont également reproduites en plusieurs versions en tant que contenu téléchargeable additionnel pour les jeux de simulation Train Simulator et OpenRails.